# 横井久
横井 久（よこい ひさし、1932年 - ）は、日本の元ラグビー選手及び元同監督。大阪府出身。
元ラグビー日本代表（以下、日本代表）選手の横井章は実弟。

## 来歴
旧制・大阪府立北野中学校（現 大阪府立北野高等学校）に入学し、新制・大阪府立大手前高等学校を卒業。その後、早稲田大学ラグビー部（以下、早大）に入部。ポジションは主にセンター(CTB)。3年時よりレギュラーの座を掴んだ。
大学卒業後、横河電機に進んだが、すぐに休職してニューヨーク大学に留学し、ニューヨークのラグビークラブ、マンハッタンクラブでプレーした。帰国後の1965年、早大監督に就任。矢部達三を主将に擁し、第2回全国大学ラグビーフットボール選手権大会を制して、早大初の大学選手権優勝をもたらした。そして、1966年1月15日、花園ラグビー場（以下、花園）で行われた第3回日本ラグビーフットボール選手権大会では、全国社会人ラグビーフットボール大会で史上初の4連覇を達成した八幡製鐵と対戦。一進一退の攻防が続いたが、ノーサイド寸前に山本巌がペナルティキックを決めて12－9で勝ち、早大は初のラグビー日本一の座も掴んだ。
1973年8月、当時日本代表監督だった岡仁詩が指導する同志社大学の菅平合宿において部員が死亡する事件が起こり、その責任を取って岡が日本代表監督を辞任したため、急遽同監督に就任。同年9月から10月にかけて行われた日本代表初の英仏遠征となったが、その遠征では実弟である章が主将を務めていたため、「横井兄弟体制」で日本代表はウェールズ及びフランスの両代表に挑むことになった。結果は、当時「世界一」との評価が高かったウェールズには14－62で大敗したが、フランスには18－30と健闘したため、フランスラグビー連盟もその試合をテストマッチと認定するにいたった。また、1979年5月13日に花園で行われたイングランド戦で19－21と、あと一歩のところで勝利を掴みかけた試合でも日本代表監督を務めており、同監督を通算三度歴任した。